# Alexander Rumpf (Dirigent, 1928)
Alexander Rumpf (* 8. April 1928 in Karlsruhe; † 1. Dezember 1980 in Remscheid) war ein deutscher Dirigent. Er war ein Schüler von Herbert von Karajan.

## Leben und Werk
Alexander Rumpf studierte Kirchenmusik und Dirigieren an der Badischen Hochschule für Musik in Karlsruhe und privat bei dem Dirigenten Otto Matzerath.
1954 wurde er Solorepetitor am Stadttheater Pforzheim. 1959 absolvierte er Fortbildungen bei Herbert von Karajan, als dessen Assistent er 1963 bis 1964 wirkte. 1961 wurde er Erster Kapellmeister am Theater des Westens in Berlin. 1964 wurde er Chefdirigent des NHK Symphony Orchestra in Tokio und 1966 Städtischer Musikdirektor in Remscheid. 1971 wurde er dort Generalmusikdirektor.
Nicht nur in Remscheid lag ihm das Heranführen der Jugend an die Klassische Musik am Herzen. „Seine Schulkonzerte und vor allem die bewährten Werkstattkonzerte waren Marksteine dieses Bestrebens.“
Ende der 1970er Jahre erkrankte Alexander Rumpf schwer. Deswegen mussten in dieser Zeit häufig Gastdirigenten für das Remscheider Orchester verpflichtet werden, bis ab August 1980 Christoph Stepp, der ehemalige Leiter der Staatsphilharmonie Rheinland-Pfalz in Ludwigshafen, kommissarisch die Leitung des Remscheider Orchesters übernahm. Nach dem Tod von Alexander Rumpf übernahm Stepp ab August 1981 endgültig die Leitung dieses Orchesters.